# Đặng Thai Mai
Đặng Thai Mai (n. 25 decembrie 1902 - d. 1984) a fost un critic literar vietnamez.

## Opera
- 1944: Introducere în teoria literaturii ("Văn học khái luận");
- 1949: Umanismul în perioada Renașterii ("Chủ nghĩa nhân văn thời kỳ văn hóa Phục Hưng");
- 1961: Literatura revoluționară la începutul secolului al XX-lea ("Văn thơ cách mạng Việt Nam đầu thế kỷ XX").